# Michael Hilliard
Michael Hilliard (n. 11 martie 1903 – d. 1 ianuarie 1982) este un om politic irlandez, membru al Parlamentului European în perioada 1973 din partea Irlandei.
1. ↑  Michael Leo Hilliard, Dictionary of Irish Biography
2. 1 2 3 4 5 6 7 8 9   https://www.oireachtas.ie/en/members/member/Michael-Hilliard.D.1943-07-01 Lipsește sau este vid: |title= (ajutor)